# Cultura Guangala

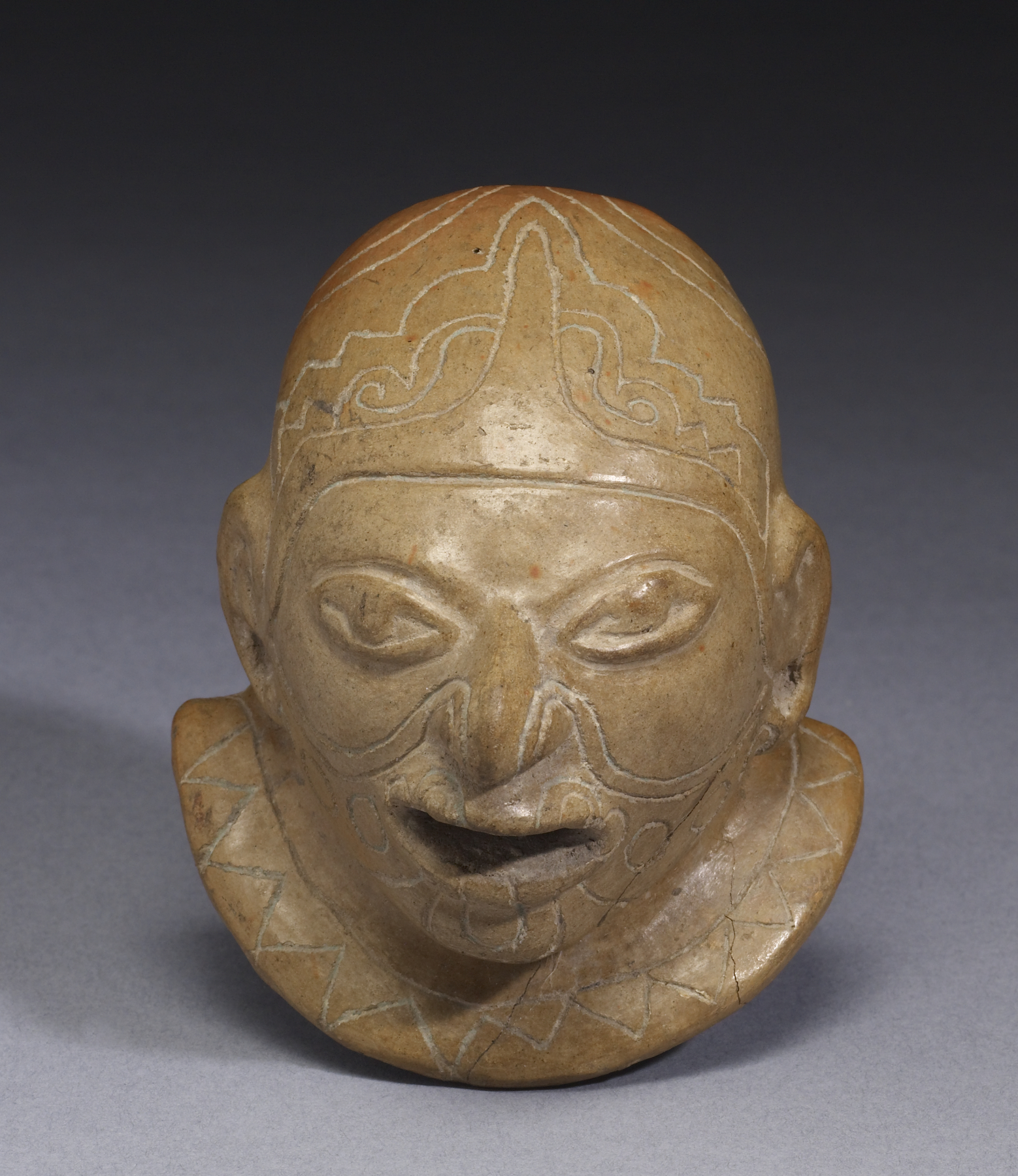
Cabeza de cerámica de la cultura Guangala

Cultura Guangala es el nombre dado a una serie de señoríos que ocuparon las costas del actual Ecuador, desde el norte del perfil costanero del actual Manabí  hasta el puerto de Chanduy en la península de Santa Elena, llegando  hasta las cordilleras de Chongón y Colonche en la provincia de Paján de la actual Provincia de Manabí.

## Historia y características

### Etapas de desarrollo
La cultura Guangala existió durante el periodo Desarrollo Regional entre los años 500 A.C. a 500 D.C. Este periodo se caracteriza por la formación de una serie de grupos culturales que se pueden denominar por su organización social, como "señoríos" en cada uno de los cuales, muy probablemente, uno de los señores se elevó a mayor rango, conservando a los demás dentro de un territorio determinado bajo su dominio. Comparando los señoríos entre sí, hay elementos suficientes para señalar fronteras culturales porque existen marcadas diferencias, aunque también tienen varios rasgos en común. Los linderos culturales que determina la arqueología a través de los vestigios materiales nunca permitirán hablar de fronteras exactas o formación de "nacionalidades".

### Cerámica
En la cerámica utilitaria existe gran similitud morfológica en todos los grupos de la costa. En cambio, hay marcadas diferencias en las esculturas sean antropomorfas o zoomorfas. Se encuentran también manifestaciones patológicas o de malformaciones congénitas así como una abundancia de figuras que reflejan las actividades del hombre en la vida cotidiana. La decoración policroma llega a su máxima expresión, sobre todo en las culturas de la zona central de la costa: Guangala, Bahía y Jama-Coaque.

Fabricaron ollas globulares y sencillas para uso doméstico y decoradas con pintura roja. Las usadas para fines ceremoniales lo constituyeron: copas, compoteras dobles, vasijas de borde ancho, recipientes pequeños de formas diversas. En cerámica también fabricaron instrumentos musicales como silbatos, sellos y ocarinas. Estrada clasificó las estatuillas de esta cultura en dos clases: A y B, en las que se representan a la mujer en posición sentada y en otras sosteniendo a un niño en sus brazos. Las figuras masculinas generalmente están desnudas, algunas con taparrabo, y adornadas con aretes y collares múltiples y con las manos en la cintura con tatuajes o pintura corporal. Las figuras femeninas y masculinas cumplen la función de silbato. A la altura de los omoplatos se puede observar dos agujeros por donde sale el aire emitiendo un sonido musical debido a dos pequeñas cámaras de aire esféricas que fueron insertadas en el interior del cuerpo de la figura. La cerámica es alisada y pulida, color amarillo ocre.

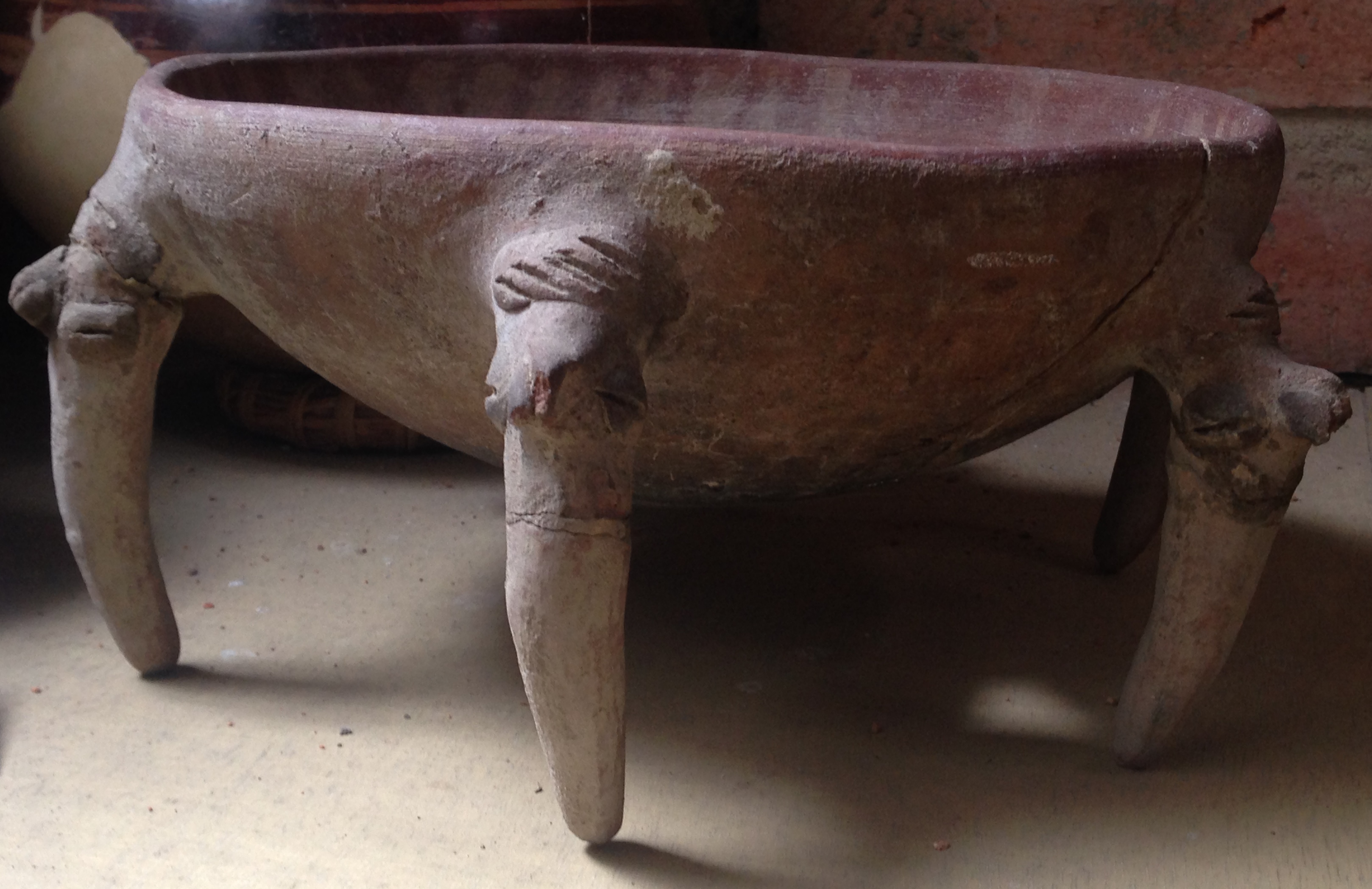
Vasija de cerámica
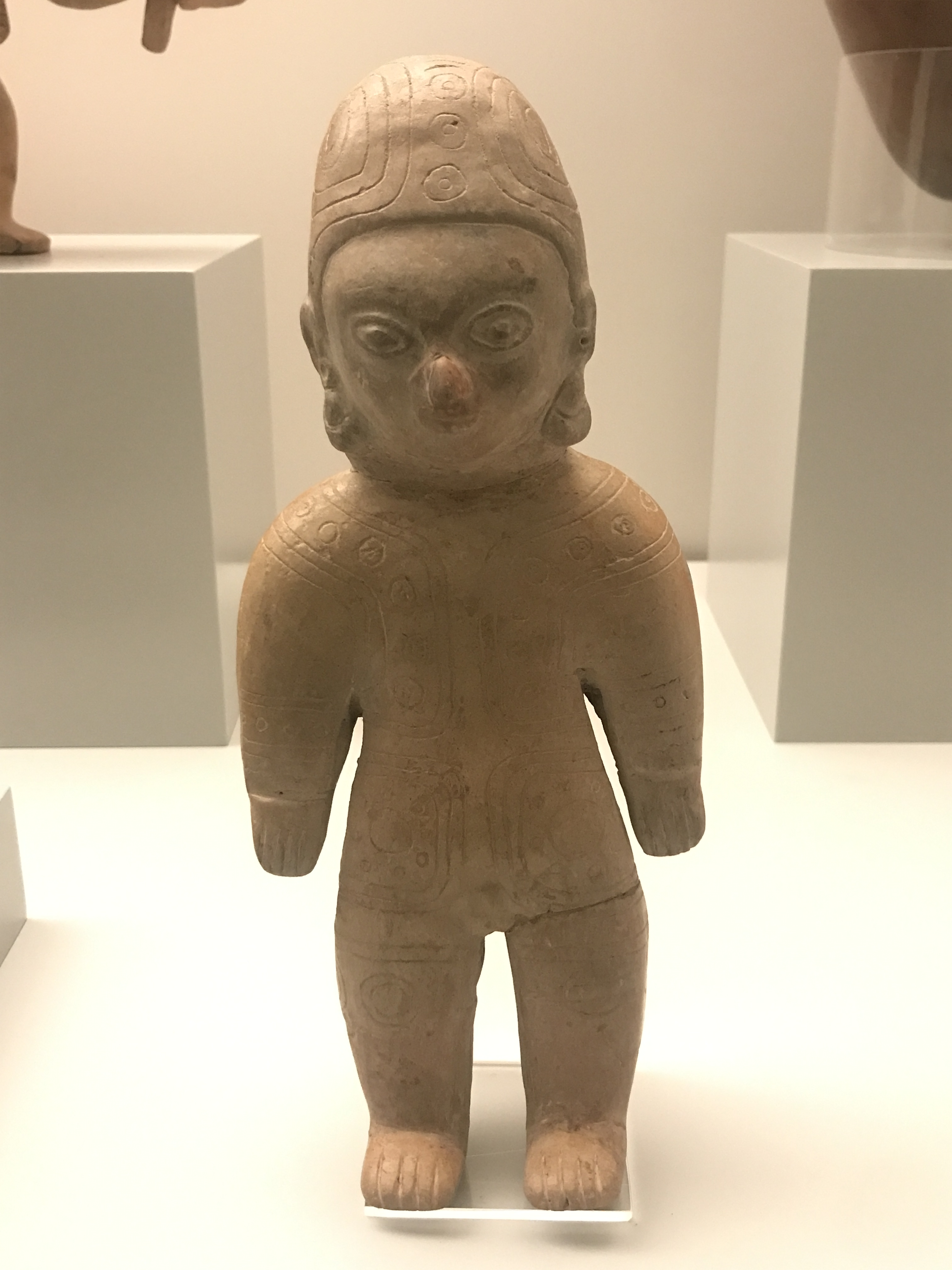
Estatuilla guangala
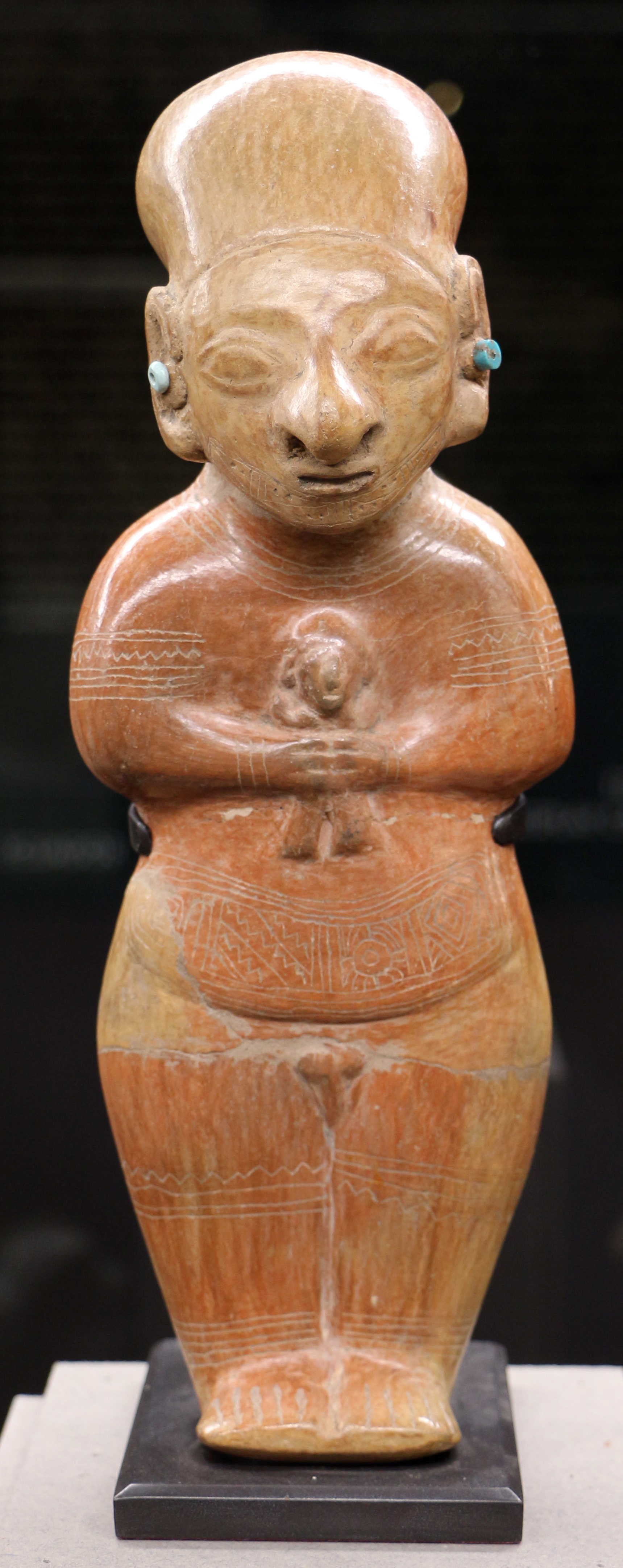
Figura femenina
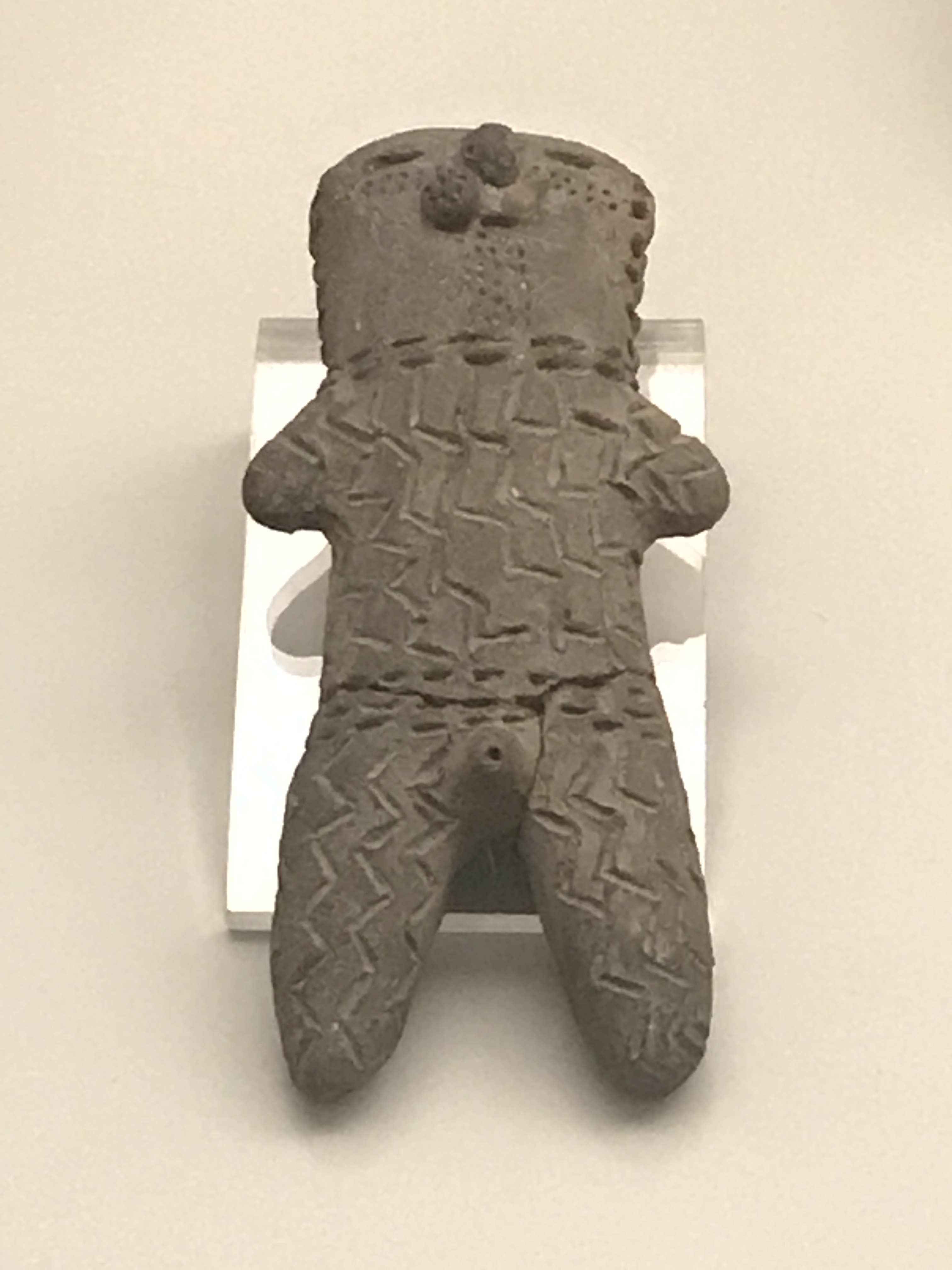
Figura antropomorfa
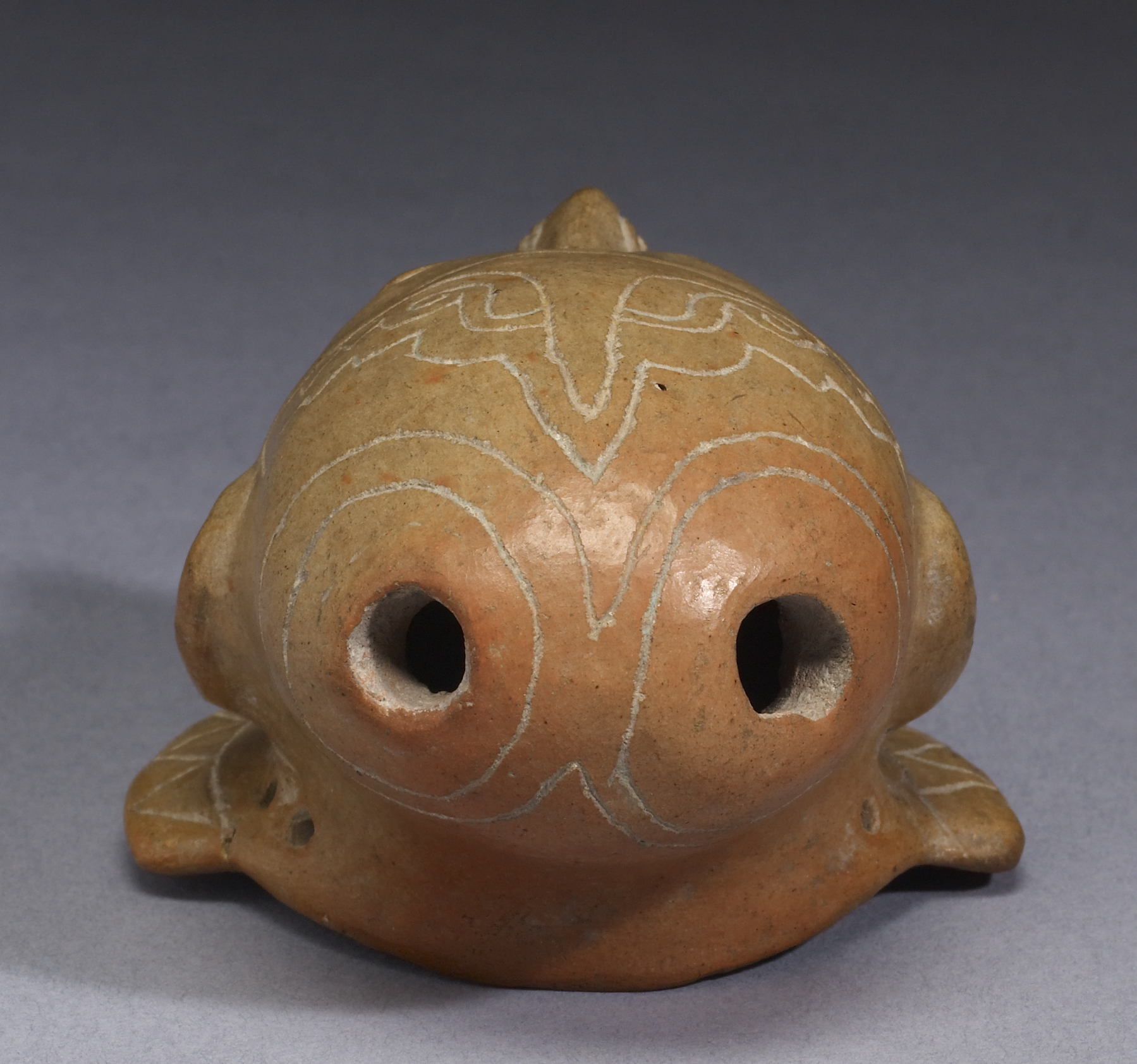
Cabeza guangala

### Textiles
La textilería llega a desarrollarse ampliamente a evidenciarse  la variedad y su calidad en la decoración de los atuendos de las figuras cerámicas y en las improntas dejadas en el interior de las figuras huecas. Se utilizaban tejidos para dar cuerpo a las esculturas que eran moldeadas y modeladas. Con la cocción de las figuras se quemaba el pedazo de tejido que se había dejado en el interior. La metalistería llegó a su apogeo en este periodo.

### Concha y piedra
Los trabajos en concha madre perla (Pinctada mazatlánica) son únicos. Predominan los pendientes de las más diversas formas. De caracoles pequeños fabricaron depósitos para almacenar cal llamados lliptas, fueron tallados formando diseños geométricos y aves marinas. De la colmena de los caracoles, hicieron azadones. De piedra andesita hicieron hachas, metates y manos de moler. Otros objetos son los pesos de red, pequeños pulidores de cerámica y esferas con ranura en la parte central, usadas como boleadoras, en la cacería de pequeñas aves. Metalurgia. El cobre es el primer metal que se emplea en las culturas de la costa ecuatoriana. El hombre de la cultura Guangala, es el primero en usarlo. Al final de este periodo se comienza a trabajar con otros metales como el oro y el platino. Se fabricaron anzuelos de cobre de diverso tamaño, al igual que de concha Pinctada mazatlánica. Estatuilla de cerámica antropomorfo femenino. Como vestimenta tiene una pequeña falda. Es un figurín silbato que en la parte superior de la cabeza presenta un orificio por donde se sopla.

### Economía
La pesca y la caza fueron elementos complementarios de una economía basada en la agricultura y la pesca. Para este periodo se evidencia una marcada división del trabajo en los diversos grupos sociales de un conglomerado humano: pescadores, agricultores, cazadores, metalúrgicos, tejedores, etc. Su cabeza evidencia deformación craneal. Las deformaciones se generaban por aplicación de tablillas y/o almohadillas atadas con fuertes ligaduras para presionar la caja craneal durante la temprana niñez.